# Pipa (strumento musicale)
Il pipa (cinese: 琵琶S, pípaP) è uno strumento musicale cinese a quattro corde. Appartiene alla famiglia dei liuti, ed è formato da un corpo ligneo piriforme (ovvero simile al frutto del pero), dotato di 4 corde di seta, con un numero di tasti variabile tra 12 e 26, ed un manico praticamente inesistente.
Il pipa veniva suonato pizzicando le corde con un largo plettro tradizionale sino alla dinastia Tang; in epoche successive invece si affermò la tecnica di suonarlo con le unghie delle dita. 
Il pipa è stato precursore di numerosi altri liuti est-asiatici: possono essere citati il giapponese biwa, il vietnamita đàn tỳ bà, e il bipa coreano. Uno strumento cinese ad esso correlato è il liuqin, molto simile ma di minori dimensioni. Alla stessa famiglia dei liuti a manico corto appartiene lo yueqin. 
Pur essendo strumento tradizionale, esso viene usato tuttora nella musica contemporanea da musicisti non solo cinesi, quali Terry Riley, Philip Glass, Lou Harrison, Tan Dun, Bright Sheng, Chen Yi, Zhou Long, Bun-Ching Lam, Liu Fang e Yu Lingling. Anche la rock band statunitense Incubus ha utiliato il pipa in una loro canzone, Aqueous Transmission, contenuta nell'album del 2001 Morning View

## Storia

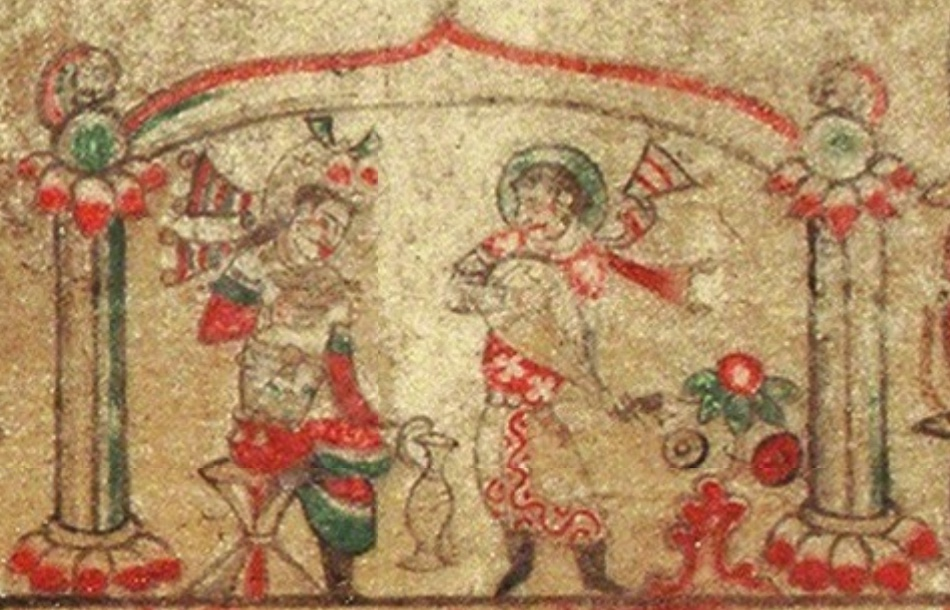
Pannello dipinto del sarcofago di Yü Hung, raffigura una delle figure persiane o sogdiane che suona il pipa. 592 d.C., dinastia Sui.

I primi strumenti considerati precursori del pipa apparvero durante il periodo degli Stati Combattenti (453 al 221 a.C.), ma lo sviluppo e l'affermazione dello strumento si ebbero solo durante la successiva dinastia Han (202 a.C. - 220 d.C.).
Il liuto piriforme è attestato dall'iconografia cinese a partire dal III secolo d.C. Mostrato spesso nelle mani di personaggi dalle fattezze indubbiamente non-cinesi, ricorre anche come strumento impugnato dagli apsara negli affreschi. In questo periodo il pipa presenta un cavigliere fortemente inclinato all'indietro. Tale tipologia, introdotta dall'India (sebbene di origine verosimilmente persiana), era destinata a scomparire dalla Cina dopo il periodo Tang, ma si è conservata in Giappone (biwa).

## Discografia
- WANG Weiping, Luth pipa , Ocora, C 560128, 1998

- YU Lingling (pipa), Xu lai. Musique classique chinoise, Felmay, fy8143, 2008

- YU Lingling (pipa) e GUO Gan (erhu), Yue luo, Felmay, FY 8185, 2011